# 德国10号高速公路
10号高速公路（Bundesautobahn 10，简称BAB 10或A 10）是德国的一条高速公路，位于柏林，是柏林的外環道路。最初建于1931年。是歐洲E26、E30、E51和E55公路的一部分。

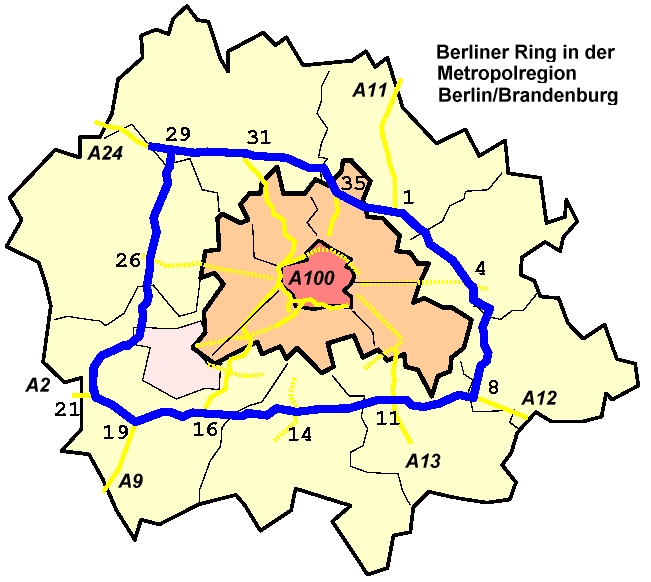
包含A 10高速公路路線的柏林地圖。

德國10號高速公路全長196公里，是歐洲最長的都市外環道，比排名第二的英國倫敦M25高速公路長了8公里。